# 栗野站

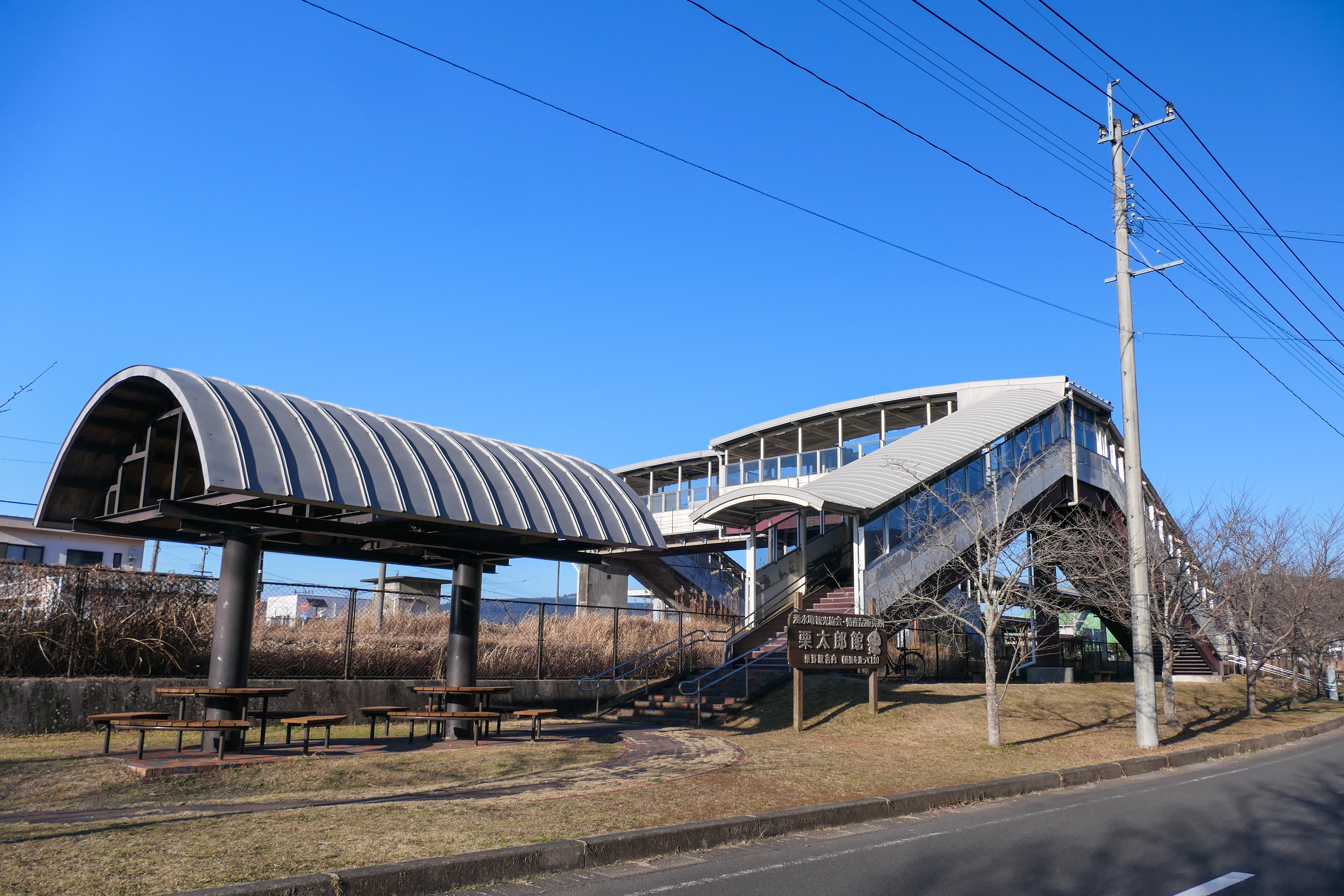
南口(2022年1月)

栗野站（日语：／ Kurino eki */?）是位於日本鹿兒島縣姶良郡湧水町，屬於九州旅客鐵道（JR九州）肥薩線的鐵路車站。山野線過去在本站分岔。

## 車站構造

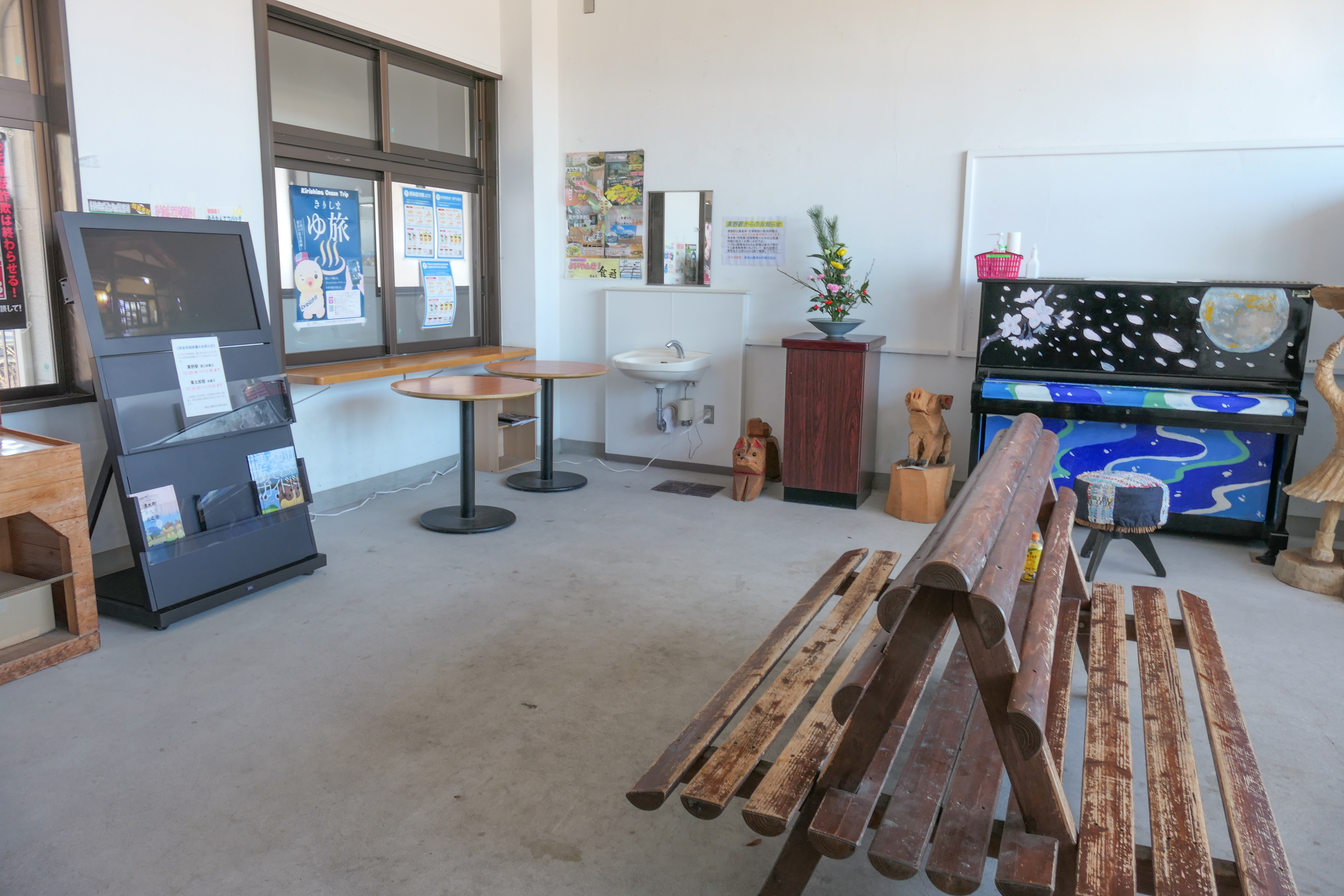
候車室内(2022年1月)

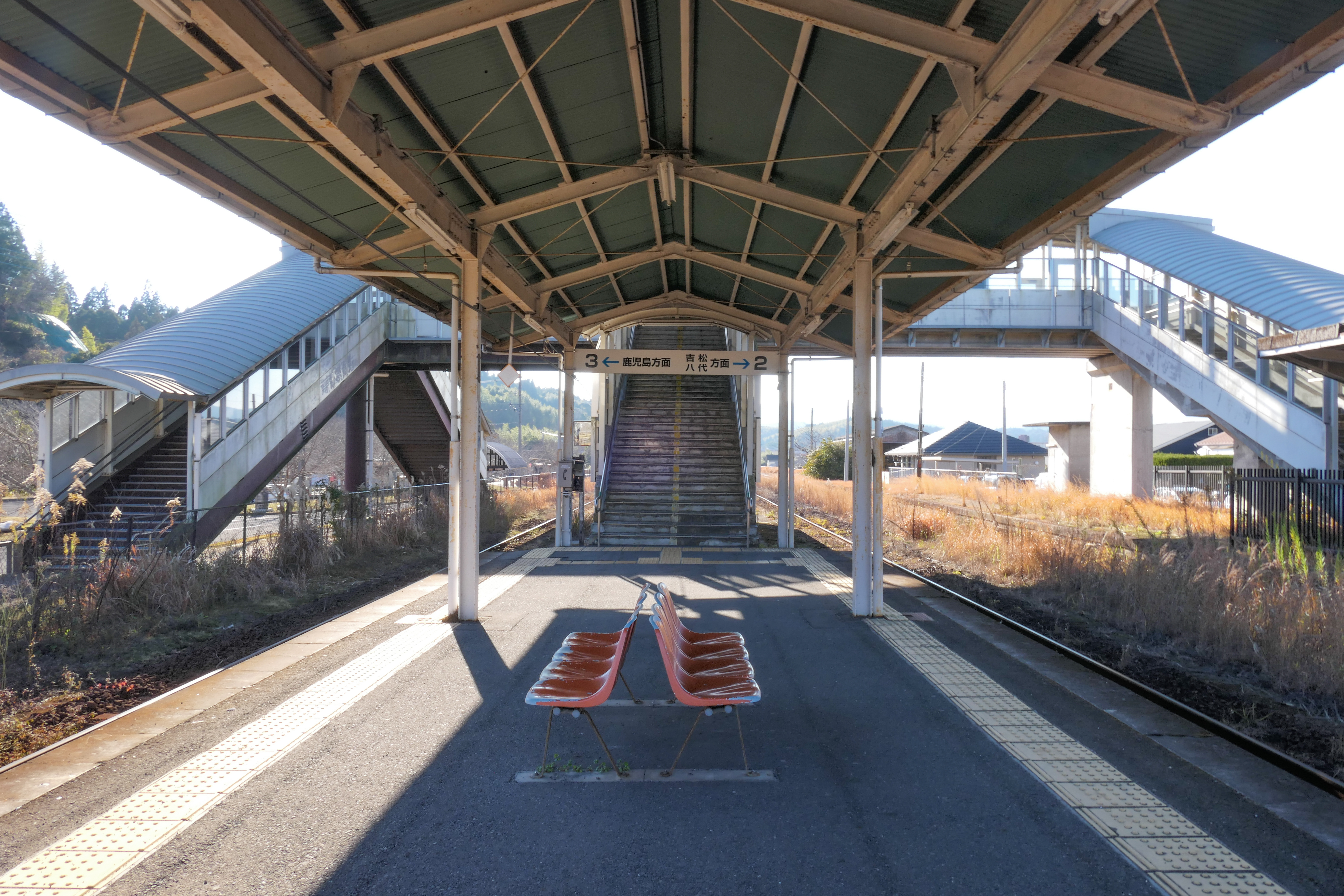
月台(2022年1月)

本站為島式月台1面2線的地面車站。站房接鄰的側式月台（1號月台）在過去是供山野線使用的月台，現時已不再使用。站房與島式月台間透過跨線天橋聯絡。月台由站房側起分別為2號月台與3號月台。

### 月台配置
| 月台 | 路線    | 方向 | 目的地               |
| ---- | ------- | ---- | -------------------- |
| 2    | ■肥薩線 | 上行 | 吉松、都城方向       |
| 3    | ■肥薩線 | 下行 | 隼人、鹿兒島中央方向 |

## 使用情況
- 2013年度1日平均上車人次為181人。

| 年度               | 1日平均 上車人次 | 1日平均 上下車人次 |
| ------------------ | ---------------- | ------------------ |
| 2007年（平成19年） | 210              | 419                |
| 2008年（平成20年） | 193              | 386                |
| 2009年（平成21年） | 158              | 319                |
| 2010年（平成22年） | 159              | 323                |
| 2011年（平成23年） | 157              | 319                |
| 2012年（平成24年） | 169              | 341                |
| 2013年（平成25年） | 181              | 365                |

## 相鄰車站
九州旅客鐵道
肥薩線
- 特急「隼人之風」停靠站

吉松－栗野－大隅橫川

### 廢除路段
九州旅客鐵道
山野線
稻葉崎－栗野

## 外部連結
- JR九州 – 栗野車站 （页面存档备份，存于）（日語）